# 山内保次
山内 保次（やまのうち やすじ、1881年（明治14年）7月16日 - 1975年（昭和50年）11月10日）は、大日本帝国陸軍軍人。最終階級は陸軍少将。子息は、山内保武（陸士47期騎兵科、第109師団参謀として硫黄島にて戦死、中佐）。

## 経歴・人物
新潟県出身。新潟中学校を経て、1902年（明治35年）陸軍士官学校第14期卒業。
1927年（昭和2年）12月に騎兵第4連隊長、1928年（昭和3年）3月に陸軍騎兵大佐、1929年（昭和4年）12月に騎兵第13連隊長を経て、1932年（昭和7年）8月8日に陸軍少将に進級と同時に待命、同月30日に予備役に編入。
のち召集され、1945年（昭和20年）6月に新潟連隊区司令官兼新潟地区司令官に補任され、終戦を迎えた。
1947年（昭和22年）11月28日、公職追放仮指定を受けた。